# 19 июня
19 июня — 170-й день года (171-й в високосные годы) по григорианскому календарю.
До конца года остаётся 195 дней.
До 15 октября 1582 года — 19 июня по юлианскому календарю, с 15 октября 1582 года — 19 июня по григорианскому календарю.
В XX и XXI веках соответствует 6 июня по юлианскому календарю.

## Праздники и памятные дни

### Общественные
- ООН — Международный день борьбы с сексуальным насилием в условиях конфликта[2] (2015)
- Международный день неспешной прогулки (неофиц.)[3] (1979)

### Национальные
- Алжир — День революции
- Кувейт — День независимости (1961)
- США — День освобождения рабов (1890)
- США, штат Техас — День эмансипации
- Тринидад и Тобаго — День труда (1937)
- Уругвай — День рождения Хосе Артигаса
- ПМР — День памяти жертв Бендерской трагедии (1992)[4]

### Религиозные
Православие
- память преподобномучениц дев Архелаи, Феклы и Сосанны (Сусанны) (293)[7]
- память преподобного Виссариона, чудотворца Египетского (IV—V)[8]
- память преподобного Илариона Нового, игумена Далматского (845)
- празднование в честь Пименовской иконы Божией Матери (принесена в Москву в 1387 г.)
- память святителя Ионы, епископа Великопермского (1470)
- память преподобного Паисия Угличского, игумена (1504)
- память преподобного Ионы Климецкого (Клименецкого) (1534)
- память преподобноисповедника Рафаила (Шейченко), иеромонаха (1957)

### Именины
- Католические: Гервасий, Протас, Ромуальд.
- Православные: Виссарион, Елисей, Ефим, Илларион, Иона, Софрон, Сусанна, Фёкла.

## События
См. также: Категория:События 19 июня

### До XIX века
- 1179 — Сверрир Сигурдссон разбил Магнуса V в битве при Кальвскиннете, погиб Эрлинг Скакке[9].
- 1205 — битва при Завихосте, в которой погиб великий князь Киевский и Галицко-Волынский Роман Мстиславич.
- 1324 — капитуляция Кальяри. Пиза передаёт права на Сардинию Арагону.
- 1701 — Пётр I подписал указ «Об определении в домовых Святейшего Патриархата богадельни нищих, больных и престарелых». По данному указу «для десяти человек больных — в богадельне должен быть один здоровый, который бы за теми больными ходил и всякое им вспоможение чинил»[10].
- 1718 — землетрясение магнитудой 7,5 на территории современной китайской провинции Ганьсу, в результате погибли десятки тысяч человек[11].
- 1739 — капитан Мартын Шпанберг на построенных на Камчатке судах достиг Японии, где по приказу императрицы Анны Иоанновны ознакомился с её политическим строем, обследовал порты и предпринял первые шаги к установлению торговых отношений.
- 1762 — Российская империя заключила мирный договор с Пруссией.
- 1787 — находясь в Полтаве, Екатерина II присвоила князю Потёмкину титул князя Таврического.
- 1790 — во Франции отменено потомственное дворянство.
- 1796 — австрийцы разгромили французов в битве при Кирхгейме.

### XIX век
- 1829 — сэр Роберт Пиль основал лондонскую столичную полицию (королевская санкция)[12].
- 1831 — в ходе Польского восстания произошёл бой у Будзиски[13][14].
- 1846 — в Нью-Джерси прошёл первый официально зарегистрированный в США бейсбольный матч[15].
- 1862 — рабовладение запрещено в федеральных территориях США[16].
- 1865 — генерал армии северян Гордон Грейнджер[англ.] объявил свободу рабам в штате Техас.
- 1899 — в России утверждён Монетный устав, завершение финансовой реформы С. Ю. Витте.

### XX век
- 1910
  - В США впервые праздновался День отца, учреждённый миссис Додд в Спокане, штат Вашингтон.
  - В США правительство обязалось все пассажирские корабли снабдить радиооборудованием.
- 1911 — основан норвежский футбольный клуб «Молде».
- 1919 — в Советской России учреждён Государственный гидрологический институт.
- 1920 — Совнарком РСФСР образовал Всероссийскую Чрезвычайную комиссию по ликвидации безграмотности.
- 1921 — перепись населения в Великобритании.
- 1923 — капитулировали остатки белых войск Пепеляева на побережье Охотского моря. Фактическое завершение Гражданской войны в России[17][18].
- 1938 — финал чемпионата мира по футболу 1938: в Париже сборная Италии обыграла сборную Венгрии со счётом 4:2. По два мяча у чемпионов забили Джино Колаусси и Сильвио Пиола.
- 1944 — начались бои за Марианские острова в Филиппинском море.
- 1949 — Мараконское преступление.
- 1956 — свадьба Мэрилин Монро и Артура Миллера.
- 1961 — провозглашена независимость Кувейта.
- 1974 — канадский инженер Дон Бейтмен подал заявку на патент на прибор, который предупреждал пилота самолёта о близости земли[19].
- 1987 — в районе Бердянска потерпел катастрофу самолёт Як-40. Погибли 8 человек.
- 1990 — в Москве создана Коммунистическая партия РСФСР.
- 1991 — завершился вывод советских войск из Венгрии.
- 1992
  - Приднестровский конфликт: начало боевых действий регулярной армии Молдовы против города Бендеры.
  - В Братском аэропорту при заправке сгорели два самолёта Ту-154. Погиб бригадир водителей, уводящий горящий бензовоз от аэровокзала.
  - В США прошла национальная премьера фильма «Бэтмен возвращается»[20].
- 1996 — при выходе из здания правительства России задержаны шоу-мэн С. Лисовский и помощник Анатолия Чубайса А. Евстафьев с коробкой из-под ксерокса, в которой находились полмиллиона долларов.
- 1999 — вышла первая версия (1.0 Beta) онлайн-шутера Counter-Strike.

### XXI век
- 2010 — открыты станции «Достоевская» и «Марьина Роща» Люблинско-Дмитровской линии Московского метрополитена[21].

## Родились
См. также: Категория:Родившиеся 19 июня

### До XIX века
- 1417 — Сиджизмондо Пандольфо Малатеста (ум. 1468), правитель Римини, Фано и Чезены, покровитель искусств и поэт.
- 1556 — Яков I (ум. 1625), король Шотландии и первый король Англии из династии Стюартов (с 1603).
- 1598 — Гилберт Шелдон (ум. 1677), архиепископ Кентерберийский (1663—1677).
- 1623 — Блез Паскаль (ум. 1662), французский математик, физик, изобретатель, философ и литератор.
- 1669 — Леонтий Магницкий (ум. 1739), русский математик, педагог.
- 1771 — Жозеф Диас Жергонн (ум. 1859), французский математик и геометр.
- 1782 — Фелисите Робер де Ламенне (ум. 1854), французский аббат, философ и теолог, один из родоначальников католического социализма.
- 1783 — Фридрих Сертюрнер (ум. 1841), немецкий фармацевт, открывший морфин.
- 1786 — Фёдор Глинка (ум. 1880), русский поэт, публицист и прозаик, декабрист.
- 1795 — Джеймс Брейд (ум. 1860), шотландский врач, открывший гипнотизм.
- 1797 — Гамильтон Хьюм (ум. 1873), австралийский географ и путешественник.

### XIX век
- 1834 — Чарльз Гаддон Сперджен (ум. 1892), английский баптист, проповедник.
- 1842 — Карл Целлер (ум. 1898), австрийский композитор, классик венской оперетты.
- 1846 — Антонио Абетти (ум. 1928), итальянский астроном.
- 1854
  - Альфредо Каталани (ум. 1893), итальянский композитор.
  - Ялмар Меллин (ум. 1933), финский математик.
- 1861 — Хосе Рисаль (расстрелян в 1896), писатель, учёный-просветитель, национальный герой филиппинского народа.
- 1871 — Алойз Сокол (ум. 1932), венгерский легкоатлет, бронзовый призёр Олимпийских игр (1896).
- 1877 — Чарльз Коберн (ум. 1961), американский актёр театра кино и телевидения, лауреат премии «Оскар».
- 1891 — Джон Хартфилд (наст. имя Гельмут Герцфельд; ум. 1968), немецкий художник-дадаист, плакатист и декоратор.
- 1896 — Уоллис Симпсон (ум. 1986), американка, супруга герцога Виндзорского, бывшего короля Великобритании Эдуарда VIII.
- 1897 — сэр Сирил Норман Хиншелвуд (ум. 1967), британский физико-химик, лауреат Нобелевской премии (1956), президент Лондонского королевского общества (1955—1960).

### XX век
- 1902 — Гай Ломбардо (ум. 1977), канадский и американский скрипач, антрепренёр.
- 1904
  - Александр Варламов (ум. 1990), композитор, дирижёр, руководитель одного из лучших советских джаз-оркестров.
  - Балис Дварионас (ум. 1972), литовский композитор, дирижёр, пианист, народный артист СССР.
- 1906 — Эрнст Борис Чейн (ум. 1979), германо-британский биохимик, один из первооткрывателей пенициллина, лауреат Нобелевской премии по физиологии или медицине (1945).
- 1909
  - Осаму Дадзай (наст. имя Сюдзи Цусима; ум. 1948), японский писатель.
  - Рудольф Юрциньш (ум. 1948), латвийский баскетболист, чемпион Европы (1935).
- 1910 — Пол Флори (ум. 1985), американский физико-химик, лауреат Нобелевской премии по химии (1974).
- 1914 — Антоний (в миру Андрей Борисович Блум; ум. 2003), митрополит Сурожский, священник, философ, проповедник.
- 1917 — Джошуа Нкомо (ум. 1999), зимбабвийский политический и государственный деятель.
- 1919 — Богомил Райнов (ум. 2007), болгарский поэт и писатель, автор остросюжетных произведений, общественный деятель.
- 1920 — Ив Робер (ум. 2002), французский киноактёр, кинорежиссёр, сценарист, продюсер.
- 1921 — Луи Журдан (ум. 2015), французский и американский актёр кино и телевидения.
- 1922 — Оге Бор (ум. 2009), датский физик, лауреат Нобелевской премии (1975), директор Института Нильса Бора.
- 1924 — Василь Быков (ум. 2003), белорусский писатель и общественный деятель, Герой Социалистического Труда.
- 1927 — Владимир Кунин (наст. фамилия Фейнберг; ум. 2011), советский и российский писатель, драматург, сценарист.
- 1928
  - Тамара Алёшина-Александрова (ум. 1996), молдавская оперная певица (меццо-сопрано), педагог, народная артистка СССР.
  - Евгений Шерстобитов (ум. 2008), советский и украинский кинорежиссёр, сценарист и писатель.
- 1930 
  - Джина Роулендс (ум. 2024), американская актриса, обладательница двух премий «Золотой глобус» и четырёх «Эмми».
  - Борис Парыгин (ум. 2012), советский и российский философ и социальной психолог.
- 1932 —  Мариза Паван (настоящее имя Мариия Луииза Пьеранджели; ум. 2023), итальянская актриса, лауреат премии «Золотой глобус» (1956).
- 1933 — Виктор Пацаев (погиб в 1971), советский космонавт, Герой Советского Союза (посмертно).
- 1935 — Михаил Туманишвили (ум. 2010), советский и российский актёр театра и кино, кинорежиссёр.
- 1937 — Виктор Минеев (ум. 2002), советский спортсмен и тренер по современному пятиборью, олимпийский чемпион (1964).
- 1938 — Олег Теслер (ум. 1995), советский и российский художник-карикатурист, мультипликатор, оформитель книг.
- 1939 — Юрий Галансков (ум. 1972), русский советский поэт, диссидент.
- 1940 — Евгения Уралова (ум. 2020), советская и российская актриса театра и кино, заслуженная артистка РФ.
- 1941 — Вацлав Клаус, чешский политик, второй президент Чехии (2003—2013).
- 1945
  - Радован Караджич, первый президент Республики Сербской (1992—1996), приговорённый Международным трибуналом по бывшей Югославии к пожизненному заключению.
  - Наталья Селезнёва, советская и российская актриса театра и кино, народная артистка РФ.
- 1947 — Салман Рушди, английский писатель индийского происхождения, критик, публицист.
- 1948
  - Ник Дрейк (ум. 1974), английский фолк-музыкант, певец, автор песен.
  - Филисия Рашад, американская актриса и певица, дважды обладательница премии «Тони».
- 1949 — Джон Дайган, австралийский кинорежиссёр, сценарист и продюсер.
- 1950 — Энн Уилсон, американская певица, лидер хард-рок-группы Heart.
- 1951 — Франческо Мозер, итальянский велогонщик, победитель «Джиро д’Италия» (1984), чемпион мира (1976, 1977).
- 1954 — Кэтлин Тёрнер, американская актриса, обладательница двух премий «Золотой глобус».
- 1955 — Владимир Мышкин, советский хоккеист, вратарь, олимпийский чемпион, 6-кратный чемпион мира, российский хоккейный тренер.
- 1958 — Сергей Макаров, советский хоккеист, дважды олимпийский чемпион, 8-кратный чемпион мира, 10-кратный — Европы.
- 1962 — Пола Абдул, американская поп-певица, танцовщица, актриса и телеведущая.
- 1963 — Саймон Райт, британский барабанщик, участник групп AC/DC, Dio, UFO, Michael Schenker Group.
- 1964 — Борис Джонсон, британский политик и государственный деятель, премьер-министр Великобритании (2019—2022).
- 1967
  - Дэвид Браун, американский музыкант, вокалист, автор песен и лидер группы Brazzaville.
  - Бьёрн Дели, норвежский лыжник, 8-кратный олимпийский чемпион, 9-кратный чемпион мира.
  - Миа Сара (наст. имя Миа Сарапочелло), американская актриса кино и телевидения.
- 1970 — Куинси Уоттс, американский легкоатлет, спринтер, двукратный олимпийский чемпион (1992), чемпион мира (1993).
- 1971 — Хосе Эмилио Амависка, испанский футболист, олимпийский чемпион (1992).
- 1972
  - Жан Дюжарден, французский актёр, комик, лауреат премий «Оскар», «Золотой глобус», BAFTA и др.
  - Робин Танни, американская актриса кино и телевидения.
- 1974 — Дарья Волга, украинская и российская актриса, телеведущая и художница.
- 1975 — Оксана Чусовитина, советская, узбекская и немецкая гимнастка, чемпионка Олимпийских игр (1992), Европы и мира.
- 1978
  - Дирк Новицки, немецкий баскетболист, призёр чемпионатов мира и Европы.
  - Зои Салдана, американская и доминиканская актриса и танцовщица.
- 1979 — Жозе Клеберсон, бразильский футболист, чемпион мира (2002).
- 1980 — Лорен Ли Смит, канадская актриса кино и телевидения.
- 1982 — Александр Фролов, российский хоккеист, чемпион мира (2009).
- 1983 — Марк Селби, английский игрок в снукер, многократный чемпион мира.
- 1984 — Пол Дано, американский актёр, режиссёр, сценарист, продюсер и музыкант.
- 1985
  - Каджал Агарвал, индийская киноактриса и фотомодель.
  - Хосе Эрнесто Соса, аргентинский футболист, олимпийский чемпион (2008).
- 1986
  - Мари Дорен Абер, французская биатлонистка, олимпийская чемпионка (2018), 5-кратная чемпионка мира.
  - Диегу Иполиту, бразильский гимнаст, двукратный чемпион мира в вольных упражнениях (2005, 2007).
- 1990 — Эшли Бёрч, американская актриса озвучивания, певица и сценарист.

## Скончались
См. также: Категория:Умершие 19 июня

### До XX века
- 1820 — Джозеф Бэнкс (р. 1743), английский натуралист, ботаник.
- 1844 — Этьенн Жоффруа Сент-Илер (р. 1772), французский зоолог, предтеча учения об инволюции.
- 1867 — Максимилиан (р. 1832), австрийский эрцгерцог, брат императора Франца Иосифа I, император Мексики.
- 1874 — Жюль Габриель Жанен (р. 1804), французский писатель, критик и журналист.
- 1882 — Александра Смирнова (урожд. Россет; р. 1809), фрейлина русского императорского двора, мемуаристка.
- 1897 — Чарльз Бойкотт (р. 1832), британский управляющий в Ирландии, от фамилии которого произошло слово бойкот.

### XX век
- 1915 — Сергей Танеев (р. 1856), русский композитор.
- 1917 — погиб Евграф Крутень (р. 1890), русский военный лётчик-ас, герой Первой мировой войны.
- 1920 — убит Фатали Хан Хойский (р. 1875), российский и азербайджанский политик, первый премьер-министр АДР.
- 1937 — Джеймс Барри (р. 1860), шотландский драматург и писатель-романист.
- 1949 — Владимир Назор (р. 1876), хорватский писатель, наиболее яркий представитель позднего «хорватского модерна».
- 1953 — казнены Юлиус Розенберг (р. 1918) и Этель Розенберг (р. 1915), американские коммунисты, муж и жена, обвинённые в атомном шпионаже в пользу СССР.
- 1956
  - Владимир Обручев (р. 1863), русский советский геолог, географ, академик, путешественник, популяризатор науки.
  - Томас Джон Уотсон (р. 1874), американский предприниматель, с 1914 г. главный исполнительный директор компании IBM.
- 1961 — Павел Бляхин (р. 1886), русский советский писатель, сценарист, журналист, государственный деятель, участник Гражданской войны.
- 1977 — Али Шариати (р. 1933), иранский левый социолог, шиитский мыслитель и революционер.
- 1985 — Майя Кристалинская (р. 1932), советская эстрадная певица, заслуженная артистка РСФСР.
- 1986 — Колюш (наст. имя Мишель Жерар Жозеф Колюччи; р. 1944), французский актёр-комик, режиссёр, сценарист, лауреат премии «Сезар».
- 1991 — Джин Артур (р. 1900), американская актриса.
- 1993 — Уильям Джералд Голдинг (р. 1911), английский писатель, лауреат Нобелевской премии (1983).
- 1993 — Виктор Дёмин (р. 1937), кинокритик и киносценарист, главный редактор журнала «Советский экран».

### XXI век
- 2002 — Анатолий Гребнев (р. 1923), советский и российский кинодраматург, сценарист.
- 2003 
  - Евгений Подколзин (р. 1936), советский и российский военачальник, генерал-полковник.
  - Белдинг Скрибнер (р. 1921)
- 2005 — Александра Прокошина (р. 1918), певица, хормейстер, педагог, народная артистка СССР.
- 2013
  - Джеймс Гандольфини (р. 1961), американский актёр, лауреат премий «Эмми» и «Золотой глобус».
  - Дьюла Хорн (р. 1932), венгерский политик, премьер-министр Венгрии (1994—1998).
- 2016 — Антон Ельчин (р. 1989), американский актёр.
- 2018 — Иван Драч (р. 1936), украинский прозаик, поэт, сценарист, критик, один из основателей политического движения «Рух».
- 2020 — Иэн Холм (р. 1931), английский актёр, лауреат премий BAFTA и «Тони» («Пятый элемент», «Властелин колец: Братство кольца» и «Властелин колец: Возвращение короля»).
- 2022 — Геннадий Бурбулис (р. 1945), советский и российский государственный и политический деятель.
- 2025
  - Джек Беттс (р. 1929), американский актёр.
  - Франсиску Куоку (р. 1933), бразильский актёр.

## Приметы
Илларион
- Разгар прополки. «Пришёл Илларион — дурную траву из поля вон»[22].
- Если же на Иллариона погода ясная и тёплая — зерно будет крупное.